# Cattedrale di Otranto
La cattedrale di Santa Maria Annunziata è il più importante luogo di culto cattolico della città di Otranto, chiesa madre dell'omonima arcidiocesi. Nel luglio del 1945 papa Pio XII elevò la cattedrale alla dignità di basilica minore. È monumento nazionale italiano.

## Storia
La cattedrale, edificata sui resti di un villaggio messapico, di una domus romana e di un tempio paleocristiano, fu fondata nel 1068 dal vescovo normanno Guglielmo. È una sintesi di diversi stili architettonici comprendendo elementi bizantini, paleocristiani e romanici. Fu consacrata il 1º agosto 1088 durante il papato di Urbano II dal legato pontificio Roffredo, arcivescovo di Benevento.
L'11 agosto 1480, tre giorni prima del massacro degli ottocento martiri, la cattedrale fu teatro di una terribile carneficina; i Turchi espugnarono la città dopo alcuni giorni d'assedio ed entrarono nella chiesa sterminando il clero e i civili che vi si erano rifugiati, inclusi donne e bambini. Venne trasformata prima in scuderia, quindi in moschea e a tal fine ne furono distrutti tutti gli affreschi risalenti al XIII secolo (a eccezione di quelli raffiguranti la Madonna, figura riconosciuta anche dall'Islam, e che pertanto rimangono visibili ancora oggi). Nel 1481, dopo la liberazione di Otranto ad opera delle truppe di Alfonso, duca di Calabria, fu fortemente rimaneggiata, e la facciata ricostruita.
Tra 1680 e 1690 il vescovo Francesco Maria De Aste fece ridecorare completamente la cattedrale in stile barocco; il suo intervento comprese l'eliminazione dell'iconostasi e delle absidiole laterali, al posto delle quali furono costruite le cappelle del Santissimo Sacramento (navata sinistra) e dei Santi Martiri (navata destra). Ulteriori interventi furono eseguiti tra XVIII e XIX secoli, quando furono realizzate le preziose controsoffittature a cassettoni. Nel 1912 furono eliminati gli stucchi settecenteschi della facciata e, negli anni '20, gran parte delle decorazioni interne.

## Descrizione

### Architettura

#### Esterno

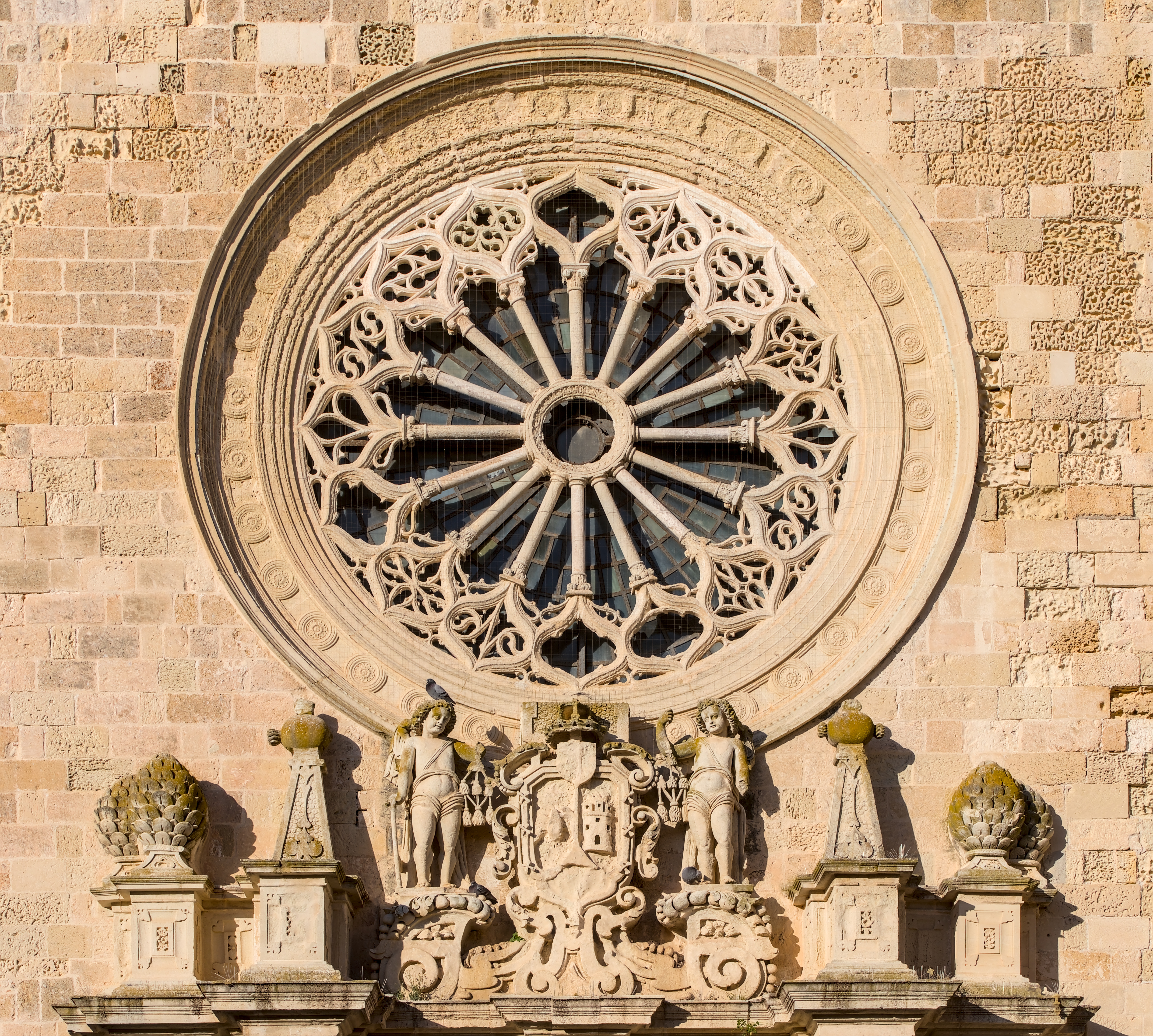
Particolare del rosone

La facciata medievale a salienti è stata oggetto di numerosi rimaneggiamenti susseguitisi nei secoli. All'indomani delle devastazioni inflitte nel corso dell'occupazione turca del 1480, fu edificato il grande rosone a 16 raggi con fini trafori gotici di forma circolare convergenti al centro, secondo i canoni dell'arte gotico-araba. Nel 1674 fu aggiunto il portale barocco, composto da due mezze colonne scanalate per lato che sorreggono l'architrave con lo stemma dell'arcivescovo Gabriel Adarzo de Santander retto da due angeli. Ai lati della facciata si aprono due monofore.
Un altro portale minore è presente sul lato sinistro della basilica; fu edificato tra la fine del XV e l'inizio del XVI secolo da Nicolò Fernando per volontà dell'arcivescovo Serafino da Squillace che fece scolpire la propria figura sulla struttura.

#### Interno

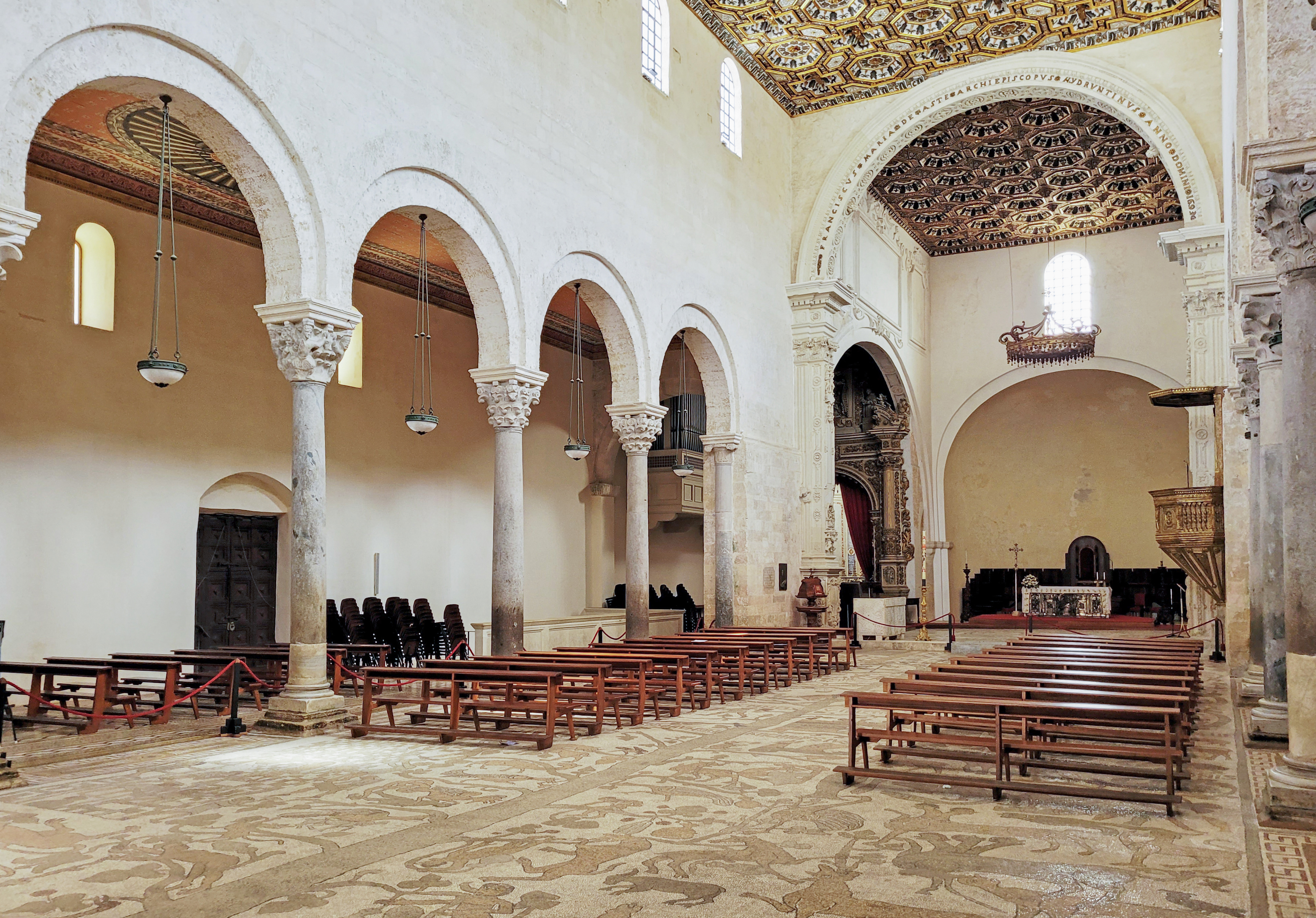
Interno

L'interno possiede una pianta a tre navate absidate, scandite da dodici archi a loro volta sorretti da quattordici colonne di granito con capitelli differenti. Nel 1693 l'arcivescovo Francesco Maria De Aste fece costruire l'arco trionfale e nel 1698 coprì la navata centrale e il presbiterio con un soffitto a lacunari lignei con dorature su fondo nero e bianco. Nel presbiterio è collocato l'altare maggiore con il settecentesco paliotto in argento che riporta la raffigurazione dell'Annunciazione.
Gli affreschi parietali rimanenti evidenziano tracce bizantine, come l'immagine della Madonna col Bambino nella navata sinistra. Lungo le navate laterali, coperte da un soffitto a tavole dipinte realizzato nel 1827 dall'arcivescovo Andrea Mansi, sono visibili sei altari dedicati alla Resurrezione di Gesù, a san Domenico di Guzman, alla Madonna Assunta (a destra), alla Pentecoste, alla Visitazione della Beata Vergine Maria e a sant'Antonio da Padova (a sinistra). Nella navata sinistra è presente il battistero barocco commissionato dall'arcivescovo Michele Orsi intorno alla metà del XVIII secolo. Nella stessa navata si notano il monumento sepolcrale di Francesco Maria de Aste, deceduto nel 1719, e il mausoleo del metropolita Gaetano Cosso, morto nel 1655.
La navata destra termina nella cappella dei Martiri, edificata per ordine di Ferdinando I di Napoli e ricostruita a spese pubbliche nel 1711. In essa sono conservati parte dei resti mortali dei santi martiri di Otranto, gli ottocento abitanti di Otranto massacrati e decapitati dai Turchi sul Colle della Minerva il 14 agosto 1480 per non aver voluto rinnegare la fede cristiana. Le reliquie dei martiri sono deposte in sette grandi armadi e dietro il marmoreo altare è conservato il "sasso del martirio" sul quale, secondo la tradizione, avvenne la decapitazione. Negli armadietti ai lati dell'ingresso sono inoltre presenti resti organici, ancora ben conservati senza l'ausilio di particolari trattamenti.

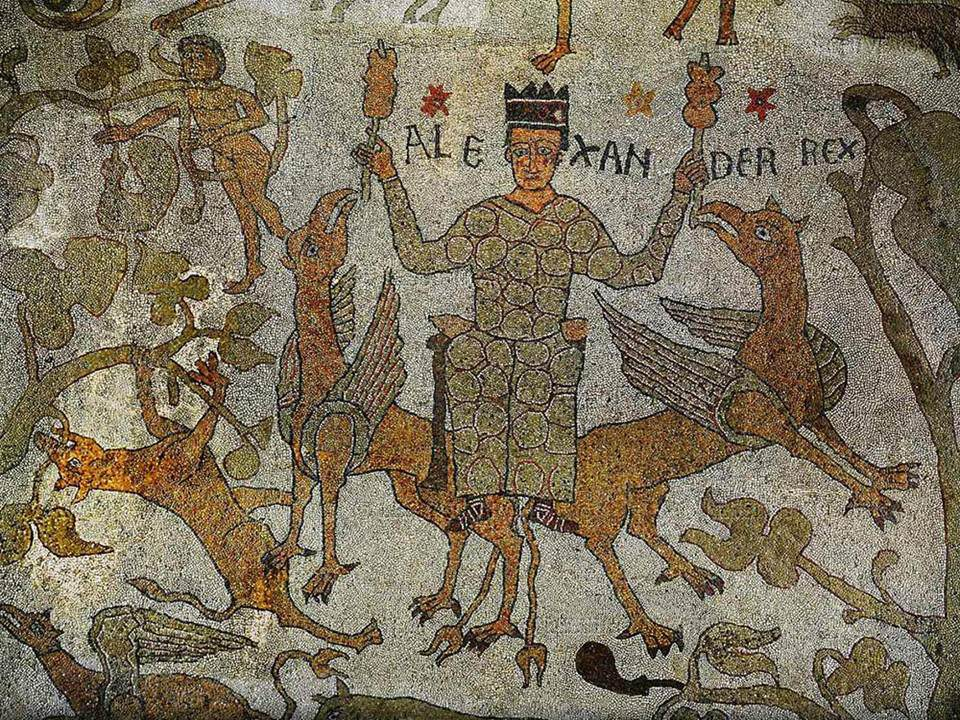
Il volo di Alessandro.

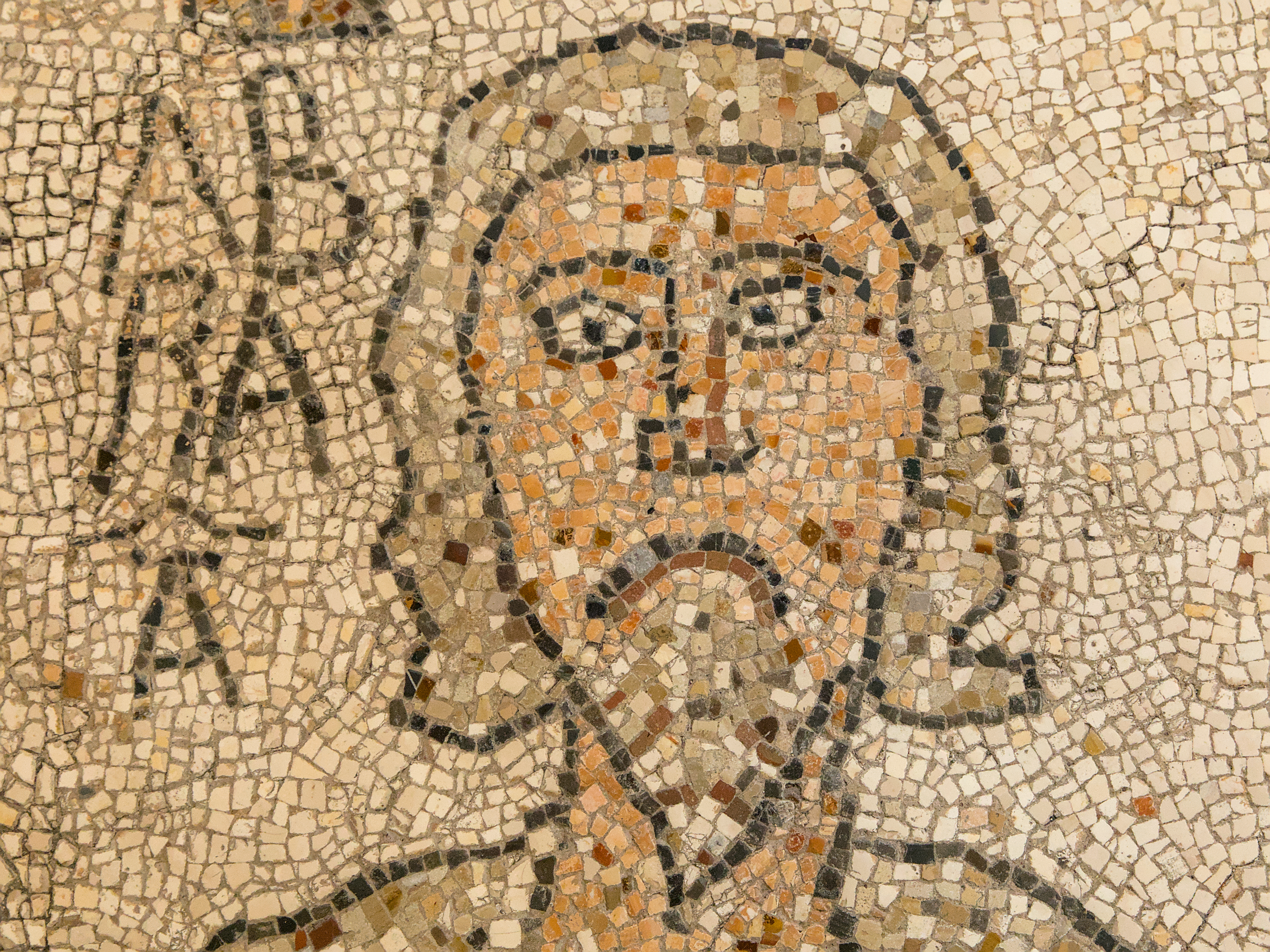
Abramo.

#### Mosaico pavimentale
Di grande impatto scenico è l'ampia decorazione musiva pavimentale che si sviluppa lungo le navate, il presbiterio e l'abside. Fu commissionato dal primo arcivescovo latino della città, Gionata, e fu eseguito tra il 1163 e il 1165 da un gruppo di artisti capeggiati da Pantaleone, un monaco basiliano del monastero di San Nicola di Casole.
Il programma iconografico del mosaico si sviluppa attraverso scene dall'Antico Testamento, dai cicli cavallereschi, e dai bestiari medievali, dal Romanzo di Alessandro. Le immagini, disposte lungo lo sviluppo dell'Albero della vita, ripercorrono l'esperienza umana dal peccato originale alla salvezza.
Tra le immagini vi è anche che appartiene a un celebre tema dell'iconografia sacra medievale, quella dell'ascensione di Alessandro Magno su un velivolo trainato in cielo da due grifoni, allegoria della superbia che ebbe molta fortuna nell'occidente cristiano.

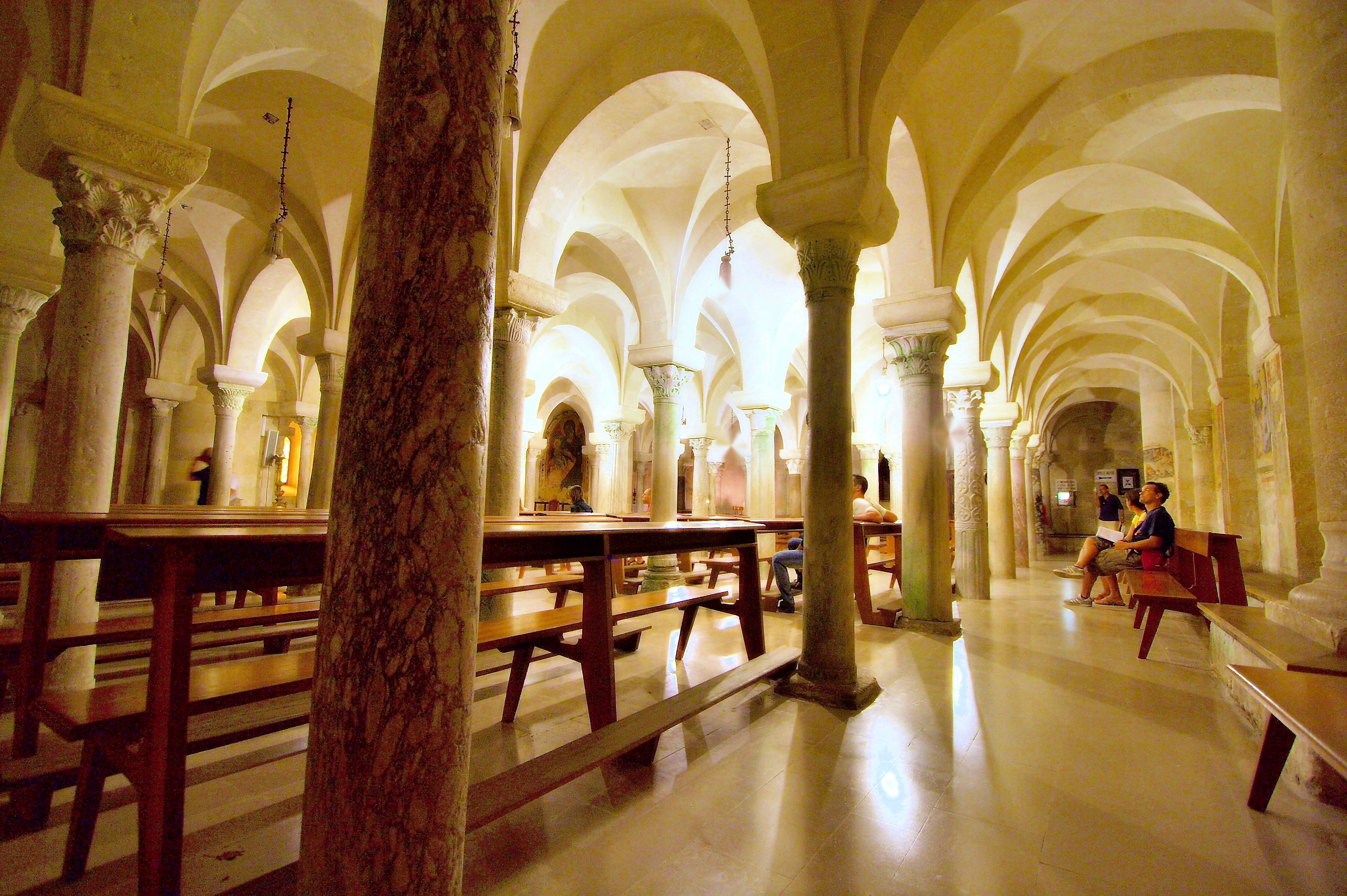
Cripta

#### Cripta
La cripta, che si snoda nell'area sottostante dell'abside, del presbiterio e di parte dell'aula, risale all'XI secolo ed è una miniatura della celebre Cisterna di Teodosio o della Moschea di Cordova.
Possiede tre absidi semicircolari e si caratterizza per le quarantotto campate intervallate da oltre settanta tra colonne, semicolonne e pilastri. La particolarità è nella diversità degli elementi di sostegno, provenienti da edifici antichi e altomedievali, dal vario repertorio figurativo.
Di grande pregio gli affreschi superstiti che abbracciano un arco cronologico dal Medioevo al Cinquecento.

#### Torre campanaria
La torre campanaria fu edificata nelle immediate vicinanze della cattedrale nel XII secolo, sotto la dominazione normanna. La monumentale struttura si presenta a pianta quadrata, con un robusto alzato ingentilito da quattro finestre con arco a tutto sesto. Gli archi, le cornici, i listelli e le mensole, che decorano l'esterno, richiamano gli stessi motivi, cari all'architettura militare, visibili sulle mura e sulle torri di difesa della città. I materiali impiegati nella costruzione sono il carparo e il calcare bianco compatto, materiali tipici del territorio salentino.
L'attuale torre costituiva, molto probabilmente, il basamento di una struttura più alta, con funzioni di avvistamento e segnalazione. La posizione sopraelevata, dominante la città e lo specchio d'acqua antistante, consentiva di dare l'allarme in caso di pericolo. Questa destinazione funzionale, comune in passato, giustifica la posizione distaccata all'edificio sacro. Le numerose campane bronzee, di cui è dotata la torre, furono fuse nel corso dei secoli per volontà di committenti ecclesiastici diversi.

## Organi a canne

### Organo Kircher
Nel braccio destro del transetto, a pavimento, si trova un antico organo a canne. Lo strumento, costruito nella prima metà del XVIII secolo dai fratelli organari gallipolini Simone e Pietro Kircher. Lo strumento venne realizzato durante l'episcopato di Michele Orsi (1722-1752) e collocato sopra una cantoria sulla parete fondale del transetto di destra. Nel 1947, demolita la cantoria, l'organo venne accantonato nel transetto; solo nel 1986 iniziò l'intervento di ripristino, terminato nel 1995.
Lo strumento, a sistema di trasmissione integralmente meccanico, ha un'unica tastiera di 47 note con prima ottava scavezza (ma con le note fa# e sol#) ed una pedaliera a leggio scavezza di 9 note costantemente unita al manuale.
La cassa dello strumento, riccamente intagliata, racchiude il prospetto, costituito da tre gruppi di canne disposte cuspide (le due laterali di 11 canne, quella centrale di 8 canne); in alto, si trova lo stemma dell'arcivescovo Michele Orsi.
I vari registri sono comandati da pomelli collocati in due colonne nella registriera, posta alla destra della consolle; le due zampogne, invece, da due manette ad incastro sopra il manuale, mentre l'uccelliera è azionata da un pomello alla sinistra della consolle.

### Organo Ruffatti
Nel braccio sinistro del transetto, su di una cantoria appositamente costruita, si trova un secondo organo a canne, costruito nel 1960 dalla ditta organaria Fratelli Ruffatti ed attualmente utilizzato come organo principale.
Lo strumento, a trasmissione elettrica, ha la consolle separata collocata a pavimento nel transetto di sinistra, nei pressi della balaustra del presbiterio. Essa possiede due tastiere di 61 note ciascuna ed una pedaliera concavo-radiale di 32 note.